# Cladosporium nitrariae
Cladosporium nitrariae är en svampart som beskrevs av Dumitras & Bontea 1967. Cladosporium nitrariae ingår i släktet Cladosporium och familjen Davidiellaceae.   Inga underarter finns listade i Catalogue of Life.